# Christian Ehring

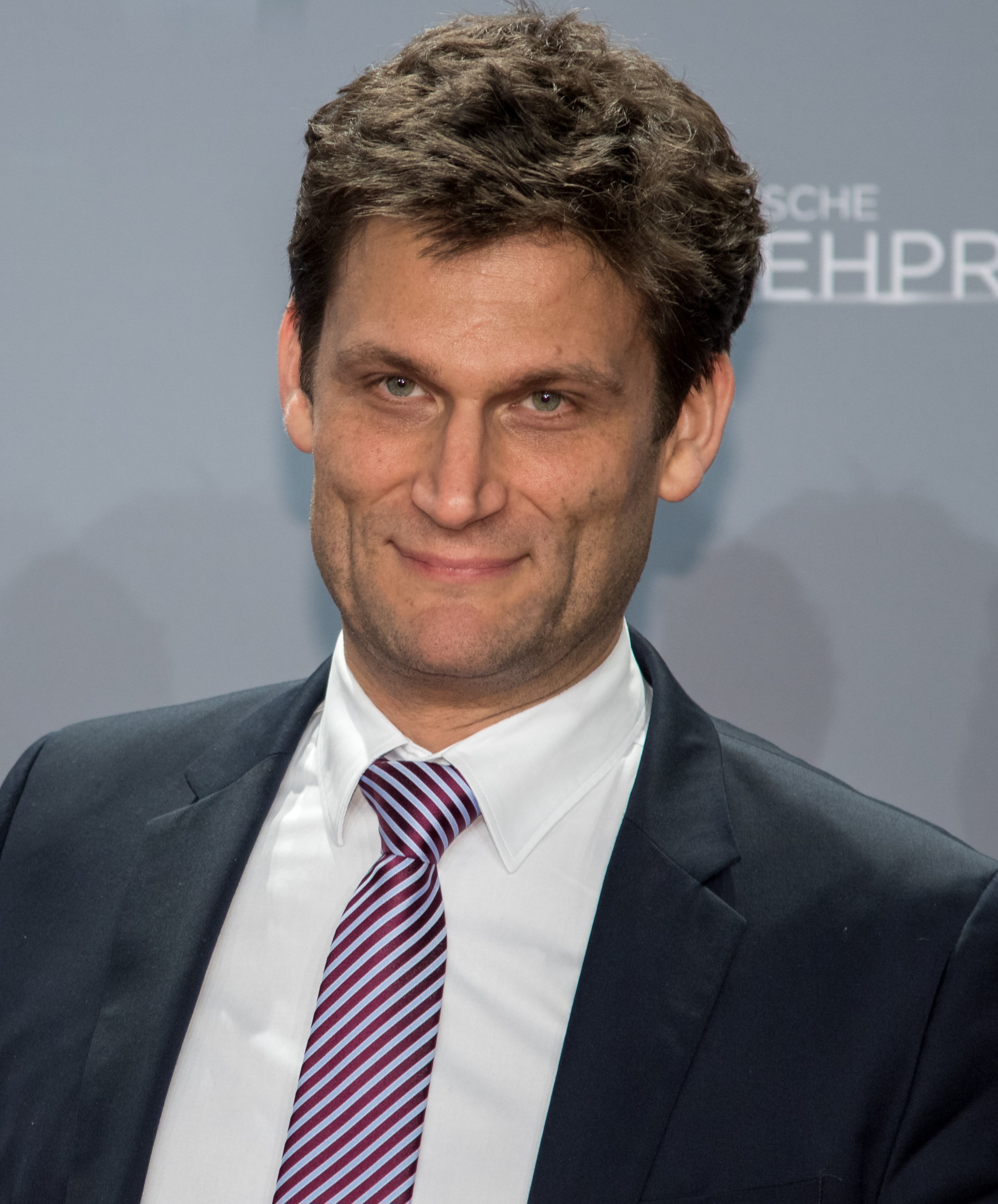
Christian Ehring beim Deutschen Fernsehpreis (2018)

Christian Ehring (* 18. September 1972 in Rheinhausen) ist ein deutscher Fernsehmoderator, Kabarettist, Autor und Musiker. Seit 2011 moderiert er das Satiremagazin Extra 3.

## Werdegang
Christian Ehring wurde 1972 in Rheinhausen als Sohn eines Arztes geboren und wuchs in Krefeld auf, wo er das Ricarda-Huch-Gymnasium besuchte, an dem er das Abitur ablegte. Nach dem Zivildienst in Köln studierte er ab 1992 zunächst Jura, wechselte aber bald zum Germanistikstudium, das er aufgrund seines Engagements als Kabarettist ebenfalls nicht abschloss. Bereits im Jahr 1989 hatte er mit Volker Diefes, Ulrich Kaiser und Christian Belting das Kabarett Die Scheinheiligen gegründet, zu dem bald Eva Bitterlich, Steffi Donder und Christina van Laack stießen. Vor allem in der Besetzung Bitterlich/Diefes/Ehring erspielte sich das Ensemble diverse Kleinkunstpreise, darunter die St. Ingberter Pfanne und den Obernburger Mühlstein.
Im Jahr 1998 wechselte er zusammen mit Diefes zum Ensemble des Düsseldorfer Kom(m)ödchens. In den Jahren 1998 bis 2002 war Ehring in den Kom(m)ödchen-Produktionen Die letzten Tage von Erkrath, Amok und Big News zu sehen, an denen er auch als Autor und Komponist beteiligt war. Von 2002 bis 2006 trat Ehring überwiegend als Solokünstler auf und arbeitete als Autor unter anderem für Dieter Hallervorden, Distel (Berlin), Herkuleskeule (Dresden), Leipziger Pfeffermühle und die Kölner Stunksitzung sowie für Käpt’n Blaubär und Freitag Nacht News.
Im Jahr 2006 kehrte Ehring ans Kom(m)ödchen zurück, diesmal als Ensemblemitglied, Autor, Komponist und künstlerischer Leiter. Zusammen mit Maike Kühl und Heiko Seidel ist er dort in den Stücken Couch. Ein Heimatabend sowie Sushi. Ein Requiem und Freaks. Eine Abrechnung zu sehen. Seit Mai 2009 gehört er zum Team der heute-show. Im Juli 2011 übernahm er die Moderation von Extra 3. Während der Sommerpause 2011 der heute-show moderierte er die Kurzversion heute-show xxs.
Ehring lebt in Düsseldorf und hat zwei Töchter.

## Sonstiges
Im Zusammenhang mit dem in der Satireshow Extra 3 am 17. März 2016 ausgestrahlten Video Erdowie, Erdowo, Erdogan kam es zu diplomatischen Verstimmungen mit der Türkei. Insbesondere der türkische Präsident Recep Tayyip Erdoğan erregte sich über den seiner Meinung nach respektlosen Umgang mit seiner Person. Der deutsche Botschafter in Ankara wurde einbestellt und die deutsche Regierung zu einer Stellungnahme veranlasst. Sowohl der Botschafter als auch die stellvertretende Regierungssprecherin distanzierten sich von den Vorwürfen der Türkei und verteidigten die Presse- und Meinungsfreiheit. Auch EU-Kommissionspräsident Juncker schaltete sich ein. „Er begrüßt es nicht, dass der deutsche Botschafter nur wegen eines satirischen Lieds einberufen wurde“, sagte eine Sprecherin Junckers. Er glaube, dass dies „die Türkei weiter von der EU entfernt, anstatt sie näher an uns heranzuführen“.
Am 30. März 2016 legte Moderator Ehring nach und kürte in ironischer Weise den türkischen Präsidenten zum „Mitarbeiter des Monats“. In der Sendung wurde das Video erneut gezeigt, in welchem Bilder von Erdogan mit satirischem Songtext verschnitten sind – diesmal auch mit türkischen Untertiteln. „Vielleicht hat Erdogan den Beitrag nicht verstanden?“ fragte Moderator Christian Ehring.
In einer Extra 3-Sendung vom 27. April 2017 bezeichnete Ehring Alice Weidel als „Nazischlampe“, da Weidel auf dem AfD-Parteitag sagte, dass die politische Korrektheit auf den „Müllhaufen der Geschichte“ gehöre. Alice Weidel stellte danach eine Strafanzeige gegen Ehring, die jedoch abgewiesen wurde.

## Soloprogramme
- 2001: Zypressen bei Sonnenaufgang
- 2003: Anchorman. Ein Nachrichtensprecher sieht rot
- 2015: Keine weiteren Fragen
- 2020: Antikörper
- 2023: Stand jetzt

## Veröffentlichungen
- 1998: Generation XXL. (Die Scheinheiligen) CD, Con Anima
- 2004: Anchorman. Ein Nachrichtensprecher sieht rot. CD, Con Anima
- 2007: Couch. Ein Heimatabend. (Das Kom(m)ödchen) DVD mit Heiko Seidel, Maike Kühl und Christian Ehring
- 2010: Sushi. Ein Requiem. (Das Kom(m)ödchen) DVD mit Heiko Seidel, Maike Kühl und Christian Ehring
- 2013: Freaks. Eine Abrechnung. (Das Kom(m)ödchen) DVD mit Heiko Seidel, Maike Kühl und Christian Ehring
- 2016: Keine weiteren Fragen CD, Con Anima
- 2017: Keine weiteren Fragen Doppel-CD, Con Anima

## Bühnenstücke (Auswahl)
- 2006: Couch – Ein Heimatabend (Co-Autor Dietmar Jacobs)
- 2009: Sushi – Ein Requiem (Co-Autor Dietmar Jacobs)
- 2011: Proseccopack (Co-Autor Dietmar Jacobs)
- 2012: Freaks (Co-Autor Dietmar Jacobs)
- 2014: Deutschland gucken (Co-Autoren Dietmar Jacobs, Martin Maier-Bode)
- 2017: Irgendwas mit Menschen (Co-Autoren Dietmar Jacobs, Martin Maier-Bode)
- 2021: Crash (Co-Autoren Dietmar Jacobs, Martin Maier-Bode)
- 2022: Bulli (Co-Autoren Dietmar Jacobs, Martin Maier-Bode)

## Auszeichnungen
- 2004: Handelsblatt-Förderpreis Sprungbrett
- 2004: Westspitzen-Preis (Sparte Kabarett)
- 2005: Goldener Rostocker Koggenzieher
- 2009: Leipziger Löwenzahn (Ensemble des Kom(m)ödchens)
- 2009: Deutscher Comedypreis 2009 (für die heute-show)
- 2009: Adolf-Grimme-Preis 2010 (für die heute-show)
- 2010: Deutscher Comedypreis 2010 (für die heute-show)
- 2012: Spezialist des Spezial Club (Sparte Kabarett)
- 2012: Deutscher Comedypreis 2012 (für die heute-show)
- 2012: Monica-Bleibtreu-Preis der Privattheatertage (Ensemble des Kom(m)ödchens)
- 2016: Nordrhein-Westfälischer Kleinkunstpreis „Bocholter Pepperoni“
- 2017: Berliner Kabarettpreis der EDDI
- 2017: Düsseldorfer des Jahres für seinen „hintergründigen politischen Humor“ in der Kategorie Kultur
- 2018: Bayerischer Kabarettpreis (Hauptpreis)
- 2018: Deutscher Fernsehpreis (für extra3)
- 2019: Deutscher Kleinkunstpreis, Sparte Kabarett
- 2025: Krefelder Krähe (Ehrenpreis)